# Дом Седерхольма
Дом Седерхольма (фин. Sederholmin talo) — старейшее каменное здание в историческом центре Хельсинки. Расположено на углу Сенатской площади по адресу ул. Алексантеринкату (фин. Aleksanterinkatu), 16-18.

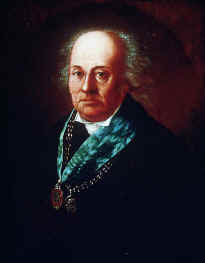
Йохан Седерхольм

Двухэтажное здание было построено в 1775 году по проекту немецкого архитектора Самюэля Бернера для зажиточного купца Йохана Седерхольма и считалось одним из самых красивых домов города. Первый этаж дома занимали магазин и контора Седерхольма, на втором располагались жилые комнаты, а в подвалах — склады.
Наследники Седерхольма владели домом до 1822 года. Затем особняк сменил несколько владельцев, а в 1865 году его хозяином стал купец и архитектор Киселёв. Он перапланировал дом, значительно изменив его облик: под окнами второго этажа появились балюстрады, а на фасаде — три двери. Семейство Киселёвых владело домом до 1912 года. В 1949 году здание приобрел муниципалитет Хельсинки, и дом был перестроен под нужды городского суда. Когда в 1985 году суд переехал в другое здание, дом Седерхольма был передан музею города Хельсинки.
С 1995 года в доме Седерхольма располагается постоянная экспозиция, которая знакомит посетителей с купеческим бытом XVIII века. В музее также проводятся разнообразные временные выставки.